# Kakau
Kakau est une ancienne municipalité allemande située dans l'arrondissement de Wittemberg dans l'est de la Saxe-Anhalt. Depuis le 1er janvier 2011, elle fait partie de la ville d'Oranienbaum-Wörlitz.

## Géographie
Kakau est situé au sud de l'Elbe dans la réserve de biosphère du Moyen-Elbe (en). À quelques kilomètres seulement se trouve le parc de Wörlitzer au milieu du royaume des jardins de Dessau-Wörlitz, qui a été créé dans la seconde moitié du XVIIIe siècle sous le règne du prince Léopold III d'Anhalt-Dessau. La zone autour de Kakau est plate et traversée par de nombreux fossés et ruisseaux. Au sud, de vastes forêts de pins s'étendent - les contreforts nord du Démener Heide (en).

## Histoire
L'histoire mouvementée des lieux commence dès 1201 lorsque Kakau est mentionné dans le Codex Diplomaticus Anhaltinus. Là, le lieu Cacowe a été mentionné parmi ceux devant payer des impôts à l'église de Wörlitz. Jusqu'au début du XVIIe siècle, peu de choses sont apprises sur l'histoire du lieu. Sur le plan économique, l'endroit a toujours été caractérisé par l'agriculture comme principale industrie. Des rapports font état de la culture à grande échelle du houblon et du tabac à Kakau.
Pendant la guerre de Trente Ans, la ville fut incendiée par les troupes suédoises le 4 mars 1637 puis resta longtemps déserte. En 1653, une ordonnance municipale pour la « réinstallation des biens abandonnés après la guerre » fut publiée. Cette réinstallation fut un succès, Kakau étant à nouveau mentionné comme lieu habité dès 1662. Avec la réinstallation, l'appartenance au district de l'église a également apparemment changé car en 1666, les communiants de Kakau sont mentionnés pour la première fois dans le livre de l'église de Nischwitz. Jusque-là, Kakau faisait partie de la paroisse de Wörlitz.
Au début du XVIIIe siècle, le prince Léopold I (« Le Vieux Dessauer ») a commencé à agrandir le Kapengraben et à assécher la zone marécageuse entre Kakau et Wörlitz. Le 21 juin 1708, il fonde la ville de Horstdorf (de) dans cette région. Dans le même temps, les digues de l'Elbe sont construites, ce qui ne peut cependant empêcher la ville d'être inondée en 1770.
Le début du XIXe siècle est marqué par la Guerre de la Quatrième Coalition entre Napoléon et la Prusse. Même s'il n'y a pas eu d'opérations de combat majeures dans le Wörlitzer Winkel, il existe des rapports répétés de troupes marchant et pillant à partir de cette époque. Malgré ce fardeau, Kakau est devenu le plus grand village du district d'Oranienbaum en 1867, avec 826 habitants et 129 maisons.
Au début du XXe siècle, le 20 février 1913, Ernst Richter de Kakau fonde les pompiers volontaires de Kakau-Brandhorst, après qu'une brigade de pompiers obligatoires a déjà été fondée en 1908. Pendant la Première Guerre mondiale, la ville a subi 41 victimes et un monument aux morts a été érigé pour les commémorer. Pendant la République de Weimar, 107 entreprises agricoles et six entreprises commerciales étaient répertoriées à Kakau. A la fin de la Seconde Guerre mondiale, 62 personnes sont mortes dans le village et Kakau est occupé par l'armée soviétique après une courte marche des troupes américaines.
Après la fondation de la RDA, les fermes individuelles ont été collectivisées et combinées en différents types de GPL. L'implantation d'une usine de tri de pommes de terre et d'une moissonneuse-batteuse en 1967 démontre également le caractère rural du lieu. Certains services (coiffeur, poste et commerces) ont amélioré les conditions de vie de la communauté.
Avec la réunification allemande, l'image de la communauté change rapidement. Avec la fermeture de l'usine de vaches laitières et de l'usine de tri de pommes de terre, les deux plus gros employeurs locaux ont disparu. A cela s'ajoute la perte d'opportunités d'emplois dans les industries voisines, par exemple B. à Vockerode (centrale électrique et serres), Kapen (usine chimique) et Dessau (construction de wagons). Les nouvelles entreprises d'artisanat et de services ne peuvent compenser ces pertes que dans une faible mesure.
En 2007, la municipalité de Kakau a été intégrée au district de Wittenberg à partir de l'ancien district d'Anhalt-Zerbst à la suite d'une réforme de district.
Le 1er janvier 2011, Kakau est incorporée dans la nouvelle commune d'Oranienbaum-Wörlitz.